# Smalnäsor
Smalnäsor (Catarrhini) är en parvordning som tillhör underordningen Haplorrhini som tillhör ordningen primater. Smalnäsor skildes troligtvis från parvordningen brednäsor på grund av kontinentaldriften. Båda tillhör infraordningen Anthropoidea.

## Kännetecken
Som namnet antyder har smalnäsor en smal nässkiljevägg och två parallella näsborrar som är riktade fram- och neråt. Dessutom är hörselgången hos alla arter byggd av benvävnad och det finns bara två premolara tänder. De flesta arterna har i motsats till brednäsor en motsättlig tumme. Svansens längd varierar mellan arterna men den fungerar aldrig som gripsvans.
Tandformeln är I 2/2 C 1/1 P 2/2 M 3/3, alltså 32 tänder. Vid tårna förekommer jämförelsevis tunna naglar.
Smalnäsor är mellanstora till stora primater och vanligen större än brednäsor. De minsta arterna finns i släktet dvärgmarkattor med en vikt mellan 0,8 och 1,3 kilogram.

## Utbredning och habitat
Smalnäsor lever i Afrika, Asien och Europa men inte i Amerika, Australien eller Antarktis, med undantag för människan, som numera förekommer över hela jordklotet. I Asien förekommer de huvudsakligen i kontinentens södra och sydöstra delar. Utbredningsområdet sträcker sig norrut till Japan och söderut till Timor. I Europa är berberapan den enda vilt levande arten (förutom människan), men det antas att populationen (vid Gibraltar) infördes av människan.
De flesta arter lever i skogen men smalnäsor är angående habitatet mera variabla än brednäsor. Det förekommer till exempel arter som vistas främst på marken (gelada) och andra arter som lever företrädesvis i savannen.

## Levnadssätt
Alla arter i parvordningen är aktiva på dagen. Ofta förekommer ett komplext socialt beteende men individer som lever i par eller i flockar. Smalnäsor är vanligen växtätare men en del arter är allätare.

## Systematik
I systematiken är smalnäsor systergruppen till brednäsor. De sistnämnda förekommer bara i Amerika. Tillsammans bildar de ett taxon med det vetenskapliga namnet Anthropoidea eller Simiiformes.
Idag existerar två överfamiljer:
- i överfamiljen Cercopithecoidea som består bara av familjen markattartade apor (Cercopitheciaea) har alla arter en svans. I familjen ingår de flesta arter som lever i Gamla världen, däribland markattor, makaker och babianer.
- arter i överfamiljen människoartade (Hominoidea) saknar svans. Bredvid några utdöda djurgrupper ingår gibboner och människoapor i denna överfamilj.
- andra utdöda primater som inte räknas till en av dem nämnda överfamiljer tillhör också delordningen smalnäsor, exempelvis Oreopithecus bambolii.